# Polystachya obanensis
Polystachya obanensis là một loài thực vật có hoa trong họ Lan. Loài này được Rendle miêu tả khoa học đầu tiên năm 1913.